# Rolling Papers
Rolling Papers — третий студийный альбом американского рэпера Уиз Халифа, выпущенный 29 марта 2011 года на лейблах Atlantic Records и Rostrum Records. В записи альбома участвовали Too $hort, Curren$y и Chevy Woods. С альбома было выпущено 3 сингла — «Black and Yellow», «Roll Up» и «On My Level».
Rolling Papers дебютировал на второй строке Billboard 200, за первую неделю в США было продано 197 000 копий. Альбом получил смешанные отзывы критиков. Большинство критиков хвалило хуки альбома, при этом критикуя ограниченное число тем, затронутых в альбоме.

## Критика
На агрегаторе рецензий Metacritic альбом получил 59 баллов из 100 на основе 24 рецензий. Даниэль Корен из Consequence of Sound поставил оценку «B» и заявил, что «Этот микстейп знаменует собой начало новой эры в хип-хопе, эры, когда любой рэпер может добавить свои собственные стихи к битам других рэперов, когда главная цель исполнителя - привлечь больше последователей, стать широко известным, получить контракт на запись». Ллойд Брэдли из BBC Music похвалил альбом и сказал: «Это те песни, которые нужны мейнстриму хип-хопа, и они, вероятно, гораздо более интересны, чем то, что обычно навязывают тренды». Шон Феннесси из Pitchfork поставил оценку в 7,2 балла из 10 и прокомментировал: «Вернувшись на лейбл после независимой работы, Халифа выпускает удивительно цельный полнометражный альбом».

## Коммерческий успех
Дебютировал на втором месте в американском Billboard 200, с продажами в 197 000 копий в США за первую неделю. Также вошел под номером 1 в чарты Billboard R&B/Hip-Hop Albums и Billboard Rap Albums. На второй неделе опустился на 5 место в Billboard 200 в США после продажи дополнительных 59 300 копий, в результате чего его общие продажи в США составили 257 500 копий. За третью и четвертую неделю в чартах США было продано еще 37 000 и 34 000 копий, в результате чего его общие продажи в США составили 328 000 копий. По состоянию на июнь 2015 года в США было продано 892 000 копий. 22 июня 2016 был сертифицирован Американской ассоциацией звукозаписывающих компаний дважды платиновым. В Великобритании дебютировал на 2-м месте в чарте R&B Albums Chart и удерживал эту позицию две недели. Также дебютировал под номером 35 в хит-параде VG-lista, под номером 49 в GfK Dutch Chart и под номером 60 в чарте Syndicat National de l’Édition Phonographique.

## Список композиций
| №   | Название                                     | Автор(ы)                                                                                 | Продюсер(ы)                              | Длительность |
| --- | -------------------------------------------- | ---------------------------------------------------------------------------------------- | ---------------------------------------- | ------------ |
| 1.  | «When I’m Gone»                              | Кэмерон Джибриль Томаз, Эрик Дэн                                                         | I.D. Labs                                | 4:08         |
| 2.  | «On My Level» (совместно с Too $hort)        | Томаз, Тодд Энтони Шоу, Джим Джонсин                                                     | Джим Джонсин                             | 4:32         |
| 3.  | «Black and Yellow»                           | Томаз, Миккель С. Эриксен, Тор Эрик Хермансен                                            | Stargate                                 | 3:37         |
| 4.  | «Roll Up»                                    | Томаз, Эриксен, Хермансен, Николь Лонгмайр, Дилан Проктор, Брэндон Брэнтли, Уитни Бриггс | Stargate                                 | 3:47         |
| 5.  | «Hopes & Dreams»                             | Томаз, Брэндон Кэрриэр                                                                   | Brandon Carrier                          | 3:58         |
| 6.  | «Wake Up»                                    | Томаз, Эриксен, Хермансен                                                                | Stargate                                 | 3:46         |
| 7.  | «The Race»                                   | Томаз, Дэн                                                                               | I.D. Labs                                | 5:35         |
| 8.  | «Star of the Show» (совместно с Chevy Woods) | Томаз, Дэн                                                                               | I.D. Labs                                | 4:46         |
| 9.  | «No Sleep»                                   | Thomaz, Бенни Бланко                                                                     | Бенни Бланко, Ноэль «Detail» Фишер       | 3:11         |
| 10. | «Get Your Shit»                              | Томаз, Дэн                                                                               | I.D. Labs                                | 4:36         |
| 11. | «Top Floor»                                  | Thomaz, Эндрю Вэнсел, Уоррэн Фэлдер                                                      | Эндрю «Pop» Вэнсел, Уоррэн «Oak» Фэлдер  | 3:42         |
| 12. | «Fly Solo»                                   | Томаз, Дэн                                                                               | I.D. Labs                                | 3:20         |
| 13. | «Rooftops» (совместно с Curren$y)            | Thomaz, Шанте Франклин, Бэи Мэйджор                                                      | Бэи Мэйджор, Клинтон Спаркс (сопродюсер) | 4:20         |
| 14. | «Cameras»                                    | Томаз, Дэн                                                                               | I.D. Labs                                | 4:29         |

| №   | Название                                                  | Автор(ы)   | Продюсер(ы) | Длительность |
| --- | --------------------------------------------------------- | ---------- | ----------- | ------------ |
| 15. | «Middle of You» (совместно с Chevy Woods, Nikkiya и MDMA) | Томаз, Дэн | WillPower   | 4:16         |
| 16. | «Stoned»                                                  | Томаз, Дэн | StarGate    | 3:31         |

| №   | Название                                | Автор(ы)          | Продюсер(ы) | Длительность |
| --- | --------------------------------------- | ----------------- | ----------- | ------------ |
| 15. | «Taylor Gang» (совместно с Chevy Woods) | Томаз, Лекс Люгер | Лекс Люгер  | 5:35         |

## Чарты и сертификации
| Чарт (2011)            | Позиция |
| ---------------------- | ------- |
| Canadian Albums Chart  | 6       |
| Dutch Albums Chart     | 49      |
| French Albums Chart    | 60      |
| Norwegian Albums Chart | 35      |
| Swiss Albums Chart     | 68      |
| UK Albums Chart        | 47      |
| UK R&B Albums Chart    | 7       |
| US Billboard 200       | 2       |
| US R&B/Hip Hop Albums  | 1       |
| US Rap Albums          | 1       |

| Страна | Организация | Сертификация |
| ------ | ----------- | ------------ |
| США    | RIAA        | Золотой      |